# DF-1

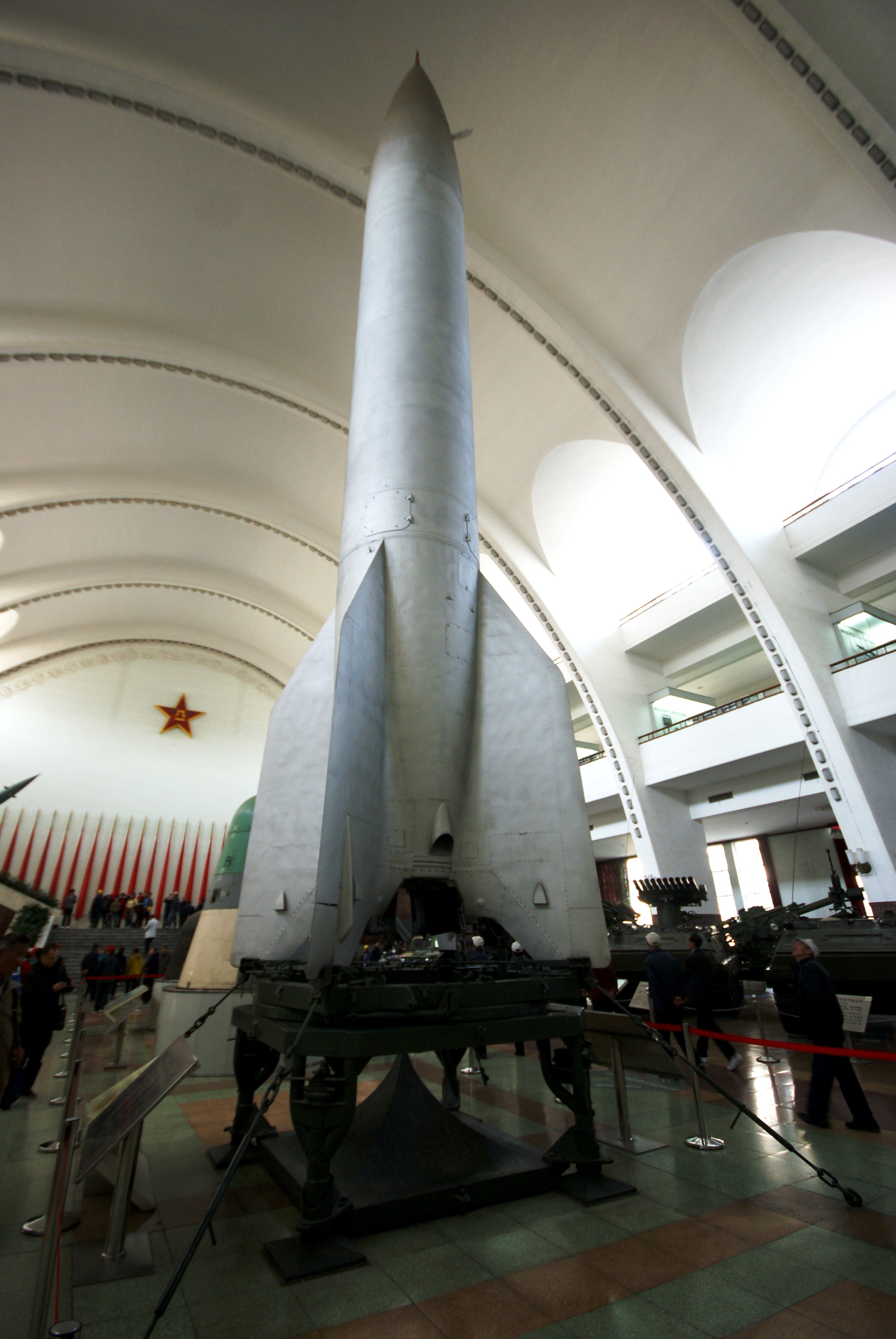
O míssil Dongfeng 1.

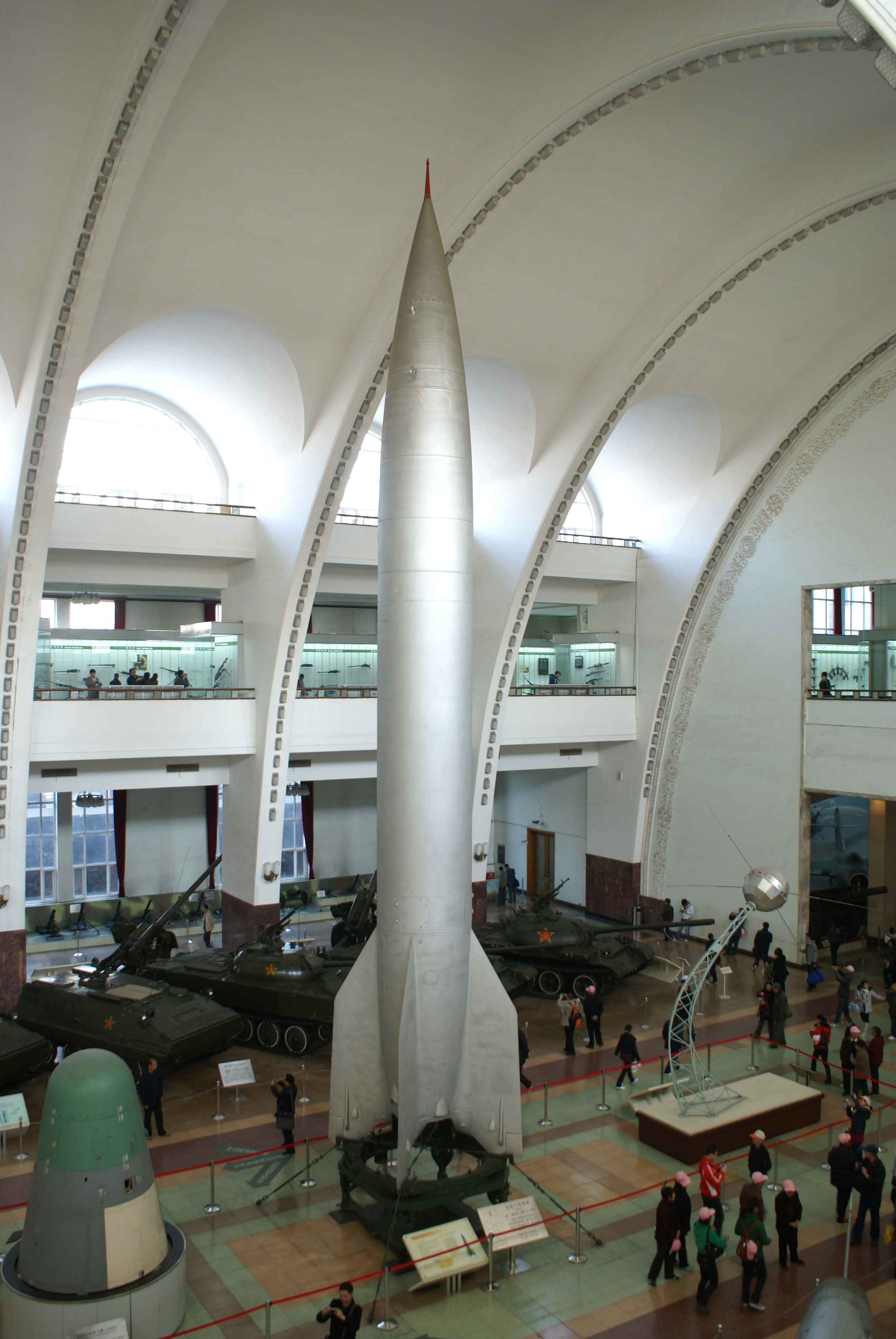
Dongfeng 1

O Dongfeng 1 (chinês tradicional: 東風 1, chinês simplificado: 东风 1, lit. ‘Vento Leste 1’) ou DF-1 foi o primeiro míssil balístico fabricado pela República Popular da China.
O primeiro membro da família de mísseis Dongfeng, era constituído por apenas um estágio. o DF-1 era uma cópia licenciada do míssil soviético R-2 (SS-2 Sibling).
Esse modelo era impulsionado por um único motor RD-101, usava álcool como combustível e oxigênio líquido como oxidante. Com isso, tinha um alcance de 550 km conduzindo uma ogiva de 500 kg. Uma quantidade limitada de mísseis desse modelo foi produzida em 1960, apenas três foram lançados e logo saíram de serviço.